# Коње убијају, зар не? (филм)
Коње убијају, зар не? (енгл. They Shoot Horses, Don't They?) је америчка филмска драма из 1969. године, редитеља Сиднија Полака. Назив филма је алузија на убиство коња који је болестан или осакаћен – на убиство из милосрђа.

## Радња
У малом калифорнијском граду се одржава плесни маратон, на ком ће пар који последњи остане на плесном подијуму бити награђен са 1.500 долара. Игра је међутим сурова, траје неколико месеци, и уопште није лако освојити прво место. Такмичари свакога дана имају по десет минута паузе, коју користе за јело, туширање, одмор и одлазак у тоалет, а могу да спавају једино један другом у наручју, док траје плес. Глорија је млада, огорчена девојка, која је одлучна у својој намери да дође до пара. Али како време пролази, а такмичење постаје окрутније и све више исцрпљујуће, она се пита да ли награда вреди толико труда и муке. Потпуно поражена, изгубивши вољу за животом, она моли свог партнера да је убије, и ослободи је тегоба живљења.
Ова узнемирујућа и песимистична драма је била номинована за девет Оскара, између осталих и за Оскаре за најбољег редитеља, главну глумицу, споредне глумце...

## Улоге
| Глумац        | Улога        |
| ------------- | ------------ |
| Џејн Фонда    | Глорија      |
| Мајкл Саразин | Роберт       |
| Сузана Јорк   | Алис Лебланк |
| Гиг Јанг      | Роки         |
| Ред Батонс    | Хари Клајн   |
| Бони Беделија | Руби         |
| Брус Дерн     | Џејмс        |
| Мајкл Конрад  | Роло         |